# 윌리엄 피터슨
윌리엄 루이스 피터슨(영어: William Louis Petersen, 1953년 2월 21일 ~ )은 미국의 배우다.

## 출연작품

### 연극
- 이구아나의 밤(The Night of the Iguana)
- 욕망이라는 이름의 전차(A Streetcar Named Desire)
- 네 삶의 시간(The Time of Your life)

### TV시리즈
- CSI과학수사대(한국어 성우:박일)
- 롱 곤(Long Gone)
- 더 랫 팩(The Rat Pack)
- 매사추세츠의 케네디(The Kennedy's of Massachusetts)

### 영화
- 늑대의 거리(To Live and Die in LA)
- 맨 헌터(Manhunter)
- 페이탈 피어(Patal Fear)
- 콘텐더(The Contender)
- 12명의 성난 사람들
- 영 건2